# Jean Patrick
Jean Patrick (nacido el 25 de junio de 1992) es un futbolista brasileño que se desempeña como centrocampista.

## Trayectoria

### Clubes
| Club                 | País   | Año         |
| -------------------- | ------ | ----------- |
| Mixto                | Brasil | 2012        |
| Rondonópolis         | Brasil | 2012        |
| Rio Verde            | Brasil | 2013        |
| Sorriso              | Brasil | 2013        |
| Luverdense           | Brasil | 2014 - 2016 |
| Vasco da Gama        | Brasil | 2015        |
| Rio Claro            | Brasil | 2016        |
| Albirex Niigata      | Japón  | 2017        |
| Ponte Preta          | Brasil | 2017        |
| Grêmio Novorizontino | Brasil | 2018        |
| Fortaleza            | Brasil | 2018        |